# Prioniturus montanus
Prioniturus montanus е вид птица от семейство Psittaculidae. Видът е почти застрашен от изчезване.

## Разпространение
Видът е разпространен във Филипините.